# Taming Target Center
Taming Target Center è un cortometraggio muto del 1917 diretto da William S. Campbell (William Campbell) e Hampton Del Ruth.

## Produzione
Il film fu prodotto dalla Mack Sennett Comedies.

## Distribuzione
Distribuito dalla Paramount Pictures, il film - un cortometraggio in due bobine - uscì nelle sale cinematografiche USA il 30 dicembre 1917.